# Ferdinand Heine
Ferdinand Heine (9 de març de 1809 a Halberstadt – 28 de març de 1894 ibíd.) va ser un ornitòleg alemany i col·leccionista. Fins a la dècada de 1860, es trobava a Halberstadt una de les col·leccions d'ocells privades més grans de l'Europa Central. La seva col·lecció constitueix la base del Museu ornitològic de Heineanum que es troba a Halberstadt, que avui conté àmplies col·leccions d'espècimens d'ocells (incloses més de 11.500 pells d'aus de la col·lecció Heineschen), ous/nius i esquelets, així com pells de petits mamífers (27.000 exemplars i 15.000 llibres).

## Vida
El pare de Ferdinand Heine, Jacob Gottlieb Heine (1759 – 1836), era un assessor legal i posseïa diversos terrenys. Ferdinand Heine sen. Va estudiar dret com els seus dos germans més grans i va obtenir un lloc de treball en el Tribunal Superior de Justícia d'Alemanya. Després de la mort del pare, els tres germans van comprar el 1836 el convent de Sant Burchardt (Burchardikloster) prop de Halberstadt, on van afegir una fàbrica de sucre més tard i una destil·leria.
Es va casar el 1839. El 1840, va néixer el menor dels vuit fills Ferdinand Heine junior. Posteriorment, va continuar treballant en la col·lecció d'ocells i va garantir la seva seguretat.
Heine va començar el 1830 amb la construcció d'una col·lecció ornitològica. En aquell moment es podria comprar les preparacions d'aus fàcilment si tingués els diners per a això. Com a conseqüència dels nombrosos viatges d'investigació a tot el món, es van enviar grans quantitats d'espècimens d'història natural a Europa. Aviat va intentar organitzar la seva col·lecció de manera científica i sistemàtica. Per tant, va visitar almenys dues vegades el departament ornitològica del Museu Zoològic de Berlín i va establir relacions amistoses amb el director del museu, el Sr. H. C. Lichtenstein. Li va ser recomanat per Jean Louis Cabanis, que havia introduït aquí els nous criteris d'ordre i determinació. El 1846 Cabanis va veure per primera vegada la col·lecció d'aus de Heinesche, que li va impressionar en el seu abast. Aquest va ser el començament d'una col·laboració i amistat de per vida entre Cabanis i Heine. Heine va ordenar la col·lecció cap al 1855 i va comprar constantment, on podia confiar en el suport tècnic del seu amic.
Es va incorporar l'any 1852 quan es va fundar el 1850 la Societat Alemanya d'Ornitòlegs (DO-G). Ja en 1853 va tenir lloc la seva VIIa Reunió Anual a Halberstadt, a tot estirar, l'Heineanum era àmpliament conegut. El terme "museu" prové del primer catàleg d'inventari, "Museum Heineanum, Verzeichnis der ornithologischen Sammlung…" (Museu Heineanum, Llista de la Col·lecció Ornitològica ..)", que va aparèixer en cinc volums del 1850 al 1863. Va ser editat per Cabanis, més tard juntament amb Ferdinand Heine Jr., però va romandre inacabat. Atès que aquest catàleg científic va representar una gran excepció en aquell moment, això va augmentar considerablement la reputació de la col·lecció en cercles professionals.
Des de principis de la dècada de 1860, Heine es va retirar cada vegada més de l'administració de la finca i va concentrar el seu treball en la col·lecció, que la va ampliar. Però després de mitjan dècada de 1860 només hi va haver petits augments. Però després de mitjan la dècada de 1860 només hi va haver petits augments. La biblioteca ornitològica amb les publicacions periòdiques més importants d'Alemanya, així com de l'anglès "The Ibis" i moltes obres importants dels segles xviii i xix s'han ampliat.
El 1890 es va publicar un catàleg més curt però complet, l'anomenat "Nomenclator Musei Heineani", que enumera gairebé 12.000 exemplars en 5.187 espècies. Va ser escrit per F. Heine, revisat per Cabanis i Anton Reichenow i editat per Ferdinand Heine Jr.
El 1892, la DO-G va triar Heine sen. per a president, però va haver de rebutjar aquest lloc per motius de salut. En la seva voluntat va nomenar Ferdinand Heine Jr. per heretar l'Heineneum. Això va assegurar la preservació de la col·lecció i que es va exhibir públicament a partir de 1909.